# Edmund Burke
|  | Per a altres significats, vegeu «Edmund Arbuckle Burke». |

Edmund Burke (Dublín, 12 de gener 1729 — Beaconsfield, 9 de juliol 1797) fou un escriptor, esteta i pensador polític britànic liberal-conservador.

## Biografia

### Orígens familiars i educació

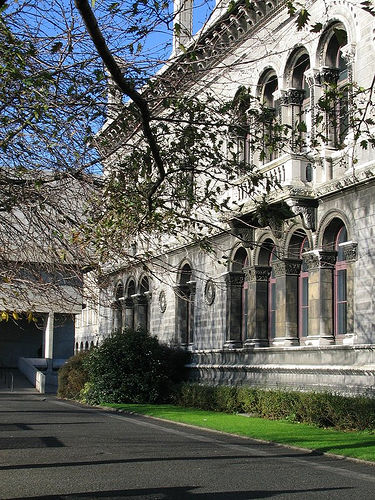
Trinity College, Dublín.

Burke va néixer el 12 de gener de 1729 a Dublín. Mentre que la seva mare, Mary Nagle (1702-1770), d'una família  del comtat de Cork, era catòlica, el seu pare, Richard Burke, jurista, era anglicà Al llarg de la seva vida, Edmund va romandre lligat a aquesta darrera religió, a diferència de la seva germana Juliana que es va fer catòlica Els seus enemics, però, no van dubtar a implicar-lo més tard per les seves simpaties catòliques, acusant-lo d'haver realitzat els seus estudis al col·legi jesuïta de Saint-Omer, prop de Calais, en una època en què ser catòlic prohibia treballar en el servei públic.
Segons el testimoni de Frances Crewe de fet:
{{cita|Els enemics de Burke sovint intentaven convèncer tothom que es va criar en la fe catòlica, en la qual vivia la seva família, i que fins i tot es va criar a Saint Omer: el seu pare era un anglicà practicant a Dublín […] i resulta que si Burke hagués passat dues vegades per París, mai havia travessat la ciutat de Saint-Omer Les seves primeres classes van tenir lloc en una escola quàquer de Ballitore, a uns seixanta quilòmetres de Dublín. Al llarg de la seva vida, va mantenir correspondència amb els seus antics companys de classe, inclosa la filla del propietari de l'escola. Fins al 1793, els catòlics tenien prohibit assistir a classes en aquesta escola.
Burke es va llicenciar el 1748, després el seu pare el va enviar a estudiar dret a Londres el 1750. Després va entrar al Temple Mitjà com a advocat, però va marxar poc després per fer un viatge per Europa.
El 12 de març de 1757, Edmund Burke es va casar amb Jane Mary Nugent (1734–1812). Van tenir dos fills, Christopher, que va morir jove, i Richard, nascut el 9 de febrer de 1758, i a partir de 1763 van acollir un cosí orfe, Edmund Nagle.

## Formació
Estudià des de 1743 al Trinity College de Dublín. Seriós, estudiós i ambiciós, com testifiquen les cartes al seu primer mestre, Shaket, coneixia els autors grecs i llatins i s'interessava ja per la política, filosofia, ètica i estètica. Es va graduar en 1748 i dos anys després va marxar cap a Londres per a estudiar dret, sense abandonar per això els estudis literaris.

## Primeres obres
En 1756 va escriure Indagació filosòfica sobre l'origen de les nostres idees sobre el sublim i el bell, on esbossa unes teories estètiques clarament Neoclàssiques (el de la teoria romàntica és posterior i la fa Immanuel Kant). L'objecte sublim l'edifica al voltant de l'estètica del terror i guarda un relació directa amb el poder, a la manera absolutista del seu temps. Alhora planteja l'exercici estètic del sublim necessari per a exercitar les emocions de l'ataràxia pròpia de la condició de vida de la burgesia. A l'any següent va fer imprimir les primeres parts d'Abridgement of the History of England i en 1759 va iniciar la publicació de l'Annual Register.

## Activisme polític
Les necessitats econòmiques el van obligar en aquells dies dedicar-se a la política. El 1758 es va dedicar a la política i es va convertir en un líder dels whigs. El 1758, amb Robert Dodsley, va crear l'Annual Register, una col·lecció periòdica d'articles sobre actualitat internacional. A Londres es va relacionar amb molts intel·lectuals i artistes destacats, entre d'altres Samuel Johnson, David Garrick, Oliver Goldsmith i Joshua Reynolds, membres com ell del Literary Club. A principis de la dècada del 1760, va acompanyar Lord Halifax, que havia estat nomenat virrei, a Irlanda.
Nomenat en 1765 secretari privat de Rockingham, primer lord del Tresor, va ingressar el 1766 al Parlament i va començar una afortunada carrera. Les seves facultats oratòries i la profunditat del seu pensament van concentrar en ell grans esperances. Va declarar que les seves intervencions estaven més aviat guiades per la humanitat, la raó i la justícia que per consideracions legals. Durant aquest període es va ocupar de les qüestions colonials americanes (discursos Sobre la taxa americana, 1774, i Conciliació amb les colònies, 1775); com a lliberal era partidari de la seva independència.
Entre 1762 i 1765 es va interessar per la qüestió de l'Índia. El 1770, a les seves Consideracions sobre la causa dels descontentaments actuals, va expressar el seu suport a les recriminacions expressades per les colònies americanes envers el poder britànic sense aprovar el camí cap a la independència. També va defensar els catòlics irlandesos contra la persecució que van patir i va denunciar els abusos i la corrupció de la Companyia Britànica de les Índies Orientals. El 1773 va anar a París, on va conèixer la Delfina i, en la tertúlia de Julie de Lepinasse, als enciclopedistes. Aquest viatge va accentuar les seves idees conservadores, que es van decantar pel consuetudinarisme: Burke era el més moderat dels liberals. Paymaster en 1783 al govern de Portland, a l'any següent, després de la victòria de Pitt, va reduir les seves activitats polítiques, car el Parlament i l'opinió popular rebutjaven els seus punts de vista.
Va ser iniciat com a francmaçó a la lògia de Jerusalem 44 el 1769, El mateix any, en resposta a George Grenville, va publicar un pamflet titulat The Present State of the Nation. El mateix any va adquirir la finca de Gregories, prop de Beaconsfield. Aquesta propietat de 240 hectàrees, que va comprar a crèdit, va pesar molt en les seves finances durant les dècades següents, encara que contenia una important col·lecció d'obres d'art, incloent-hi pintures de Ticià. Els seus discursos i assaigs ja li van donar una reputació important, la qual cosa explica sens dubte perquè de vegades se li atribuïssin les Cartes de Junius.
El 1774, va ser elegit diputat per Bristol — en aquell moment la segona ciutat més gran d'Anglaterra —, aquesta vegada durant unes eleccions pròpies, en la declaració que adreça als seus electors defensa els principis de la democràcia representativa contra la idea segons la qual els càrrecs electes, de fet, només poques vegades intervenen a favor dels interessos de la seva circumscripció. En els anys següents, es va distingir especialment per la defensa de la llibertat de comerç amb Irlanda i l'emancipació dels catòlics, fet que el va fer força impopular. El 1780 va perdre el seu escó. Aleshores es va asseure a la circumscripció electoral de Malton, de la qual el seu mecenes Rockingham podia disposar com volgués.
El 1782 va ser cridat al consell privat, però només hi va romandre uns mesos. El 1786 va atacar el governador de les Índies Orientals, Warren Hastings, que havia abusat del seu poder.

## Pensament

### Unamirada als mals que ha produït la civilització
El 1756, Edmund Burke va publicar la seva primera obra: la Mirada als mals que la civilització ha produït pretén ser una resposta paròdica a les Cartes sobre l'estudi de la història del vescomte Henry St John, publicades dos anys abans. Burke mostra que els mateixos arguments de Bolingbroke contra la religió també es poden aplicar a qualsevol de les institucions humanes.
No tots els crítics estan d'acord en la lectura paròdica d'aquest primer assaig, tot i que aquesta és la interpretació que Burke dóna més tard al prefaci de la segona edició. M Richard Hurd ja va assenyalar que la paròdia de l'estil de Bolingbroke va tenir tant èxit que la ironia de Burke es va fer difícil de discernir. Alguns acadèmics, inclòs Murray Rothbard, creien que podrien considerar la mirada com una aproximació filosòfica a l'anarquisme, més tard rebutjada per Burke per raons purament polítiques.

### Primers èxits amb larecerca filosòfica de les nostres idees sobre el Sublim i el Bell
La publicació de The Philosophical Investigation of Our Ideas of the Sublim and the Beautiful el 1757 va donar finalment a Burke notorietat. L'obra va ser llegida arreu d'Europa i fins i tot va atreure l'atenció de Diderot i Kant, que, a la seva Crítica de la Facultat de Judici (Observació general després del paràgraf XXIX), va valorar molt positivament les anàlisis psicològiques de Burke mentre les oposaven amb la seva pròpia investigació transcendental.
Aquesta és l'única obra de filosofia teòrica de Burke: vint anys més tard, quan Sir Joshua Reynolds i French Laurence li va demanar que tornés a mirar aquestes preguntes, el filòsof irlandès es va negar.
El febrer de 1757, Robert Dodsley va signar un contracte amb Burke per escriure una Història d'Anglaterra des de Juli Cèsar fins al regnat de la reina Anna. L'obra, però, no es va acabar (Burke es va aturar l'any 1216) i, per tant, només es va publicar després de la seva mort amb altres escrits pòstums el 1812 a An Essay Towards an Abridgement of the English History. Segons l'historiador George Malcolm Young, es tracta en gran part d'una traducció d'obres franceses.
El 1758, Burke també va iniciar la publicació d'una revisió anual, The Annual Register, la finalitat de la qual era analitzar els esdeveniments polítics ocorreguts durant l'any al món. Va ser el seu redactor en cap fins al 1789.

### Reflexions sobre la Revolució Francesa
Edmund es va oposar a la Revolució Francesa des dels seus inicis. Es va declarar el seu oponent, i va pronunciar diversos discursos en aquesta ocasió, mentre publicava un gran nombre d'escrits. el principal, titulat: Reflexions sobre la Revolució Francesa (1790), va tenir un èxit immens a Anglaterra i al continent. L'originalitat de la seva crítica en comparació amb una sèrie de pensadors contrarevolucionaris estrictament conservadors és desenvolupar-la en el marc d'un pensament que sintetitza el liberalisme moderat i el conservadorisme temperat.
Insisteix en les especificitats de la Revolució Francesa que critica en nom del liberalisme ; denuncia la revolució francesa a qui la veu com una reedició de les revolucions anglesa i americana. Segons ell, la novetat radical de la Revolució Francesa, un esdeveniment sense precedents, va introduir una ruptura a la Història que va interrompre el seu curs i va amenaçar l'ordre mundial. Burke contrasta les noves institucions franceses amb les d'Anglaterra, presentades abusivament com un dels seus models. Burke demostra que la Revolució Gloriosa de 1688 va restaurar la monarquia relegitimant-la. La Carta de Drets de 1689 vincula indissolublement els drets i llibertats dels súbdits i el principi de successió de la Corona. A la sàvia revolució anglesa, Burke s'oposa a la bogeria francesa de la tabula rasa, mentre que el deure d'un poble és, segons Burke, preservar les seves tradicions.
En nom d'una filosofia de la natura, Burke rebutja el contracte social rousseauista; per a ell la legitimitat d'una constitució es basa en la prescripció, no en la convenció. L'estat natural no és altre que la vida en societat, arribant a poc a poc a la civilització. Burke argumenta que el treball legislatiu francès es basa en idees teòriques i atemporals, mentre que les reformes sempre han de ser específiques del context espaciotemporal. Presos per un vertigen voluntarista, els revolucionaris francesos van esquinçar el teixit social, substituint la gestió del progrés per la dictadura de principis abstractes, tallats de tota concreció històrica. En lloc de tenir en compte els drets de les persones, nocions ancorades a la realitat, les falses ments que governen França han proclamat els drets humans, il·lustrant una metafísica perillosa. Per a Burke, és imprescindible preservar la jerarquia social, moderar la participació política i conformar-se a la tradició Només segons una aparent paradoxa, Burke, que havia defensat els colons anglesos d'Amèrica del Nord contra la metròpoli en nom de la tradició i del recurs a una jurisprudència limitada i progressista, va utilitzar els mateixos arguments per oposar-se a la falsa teoria dels suposats drets humans. Com l'historiador Jacob-Nicolas Moreau, de qui es va apartar sobretot per l'absència de qualsevol referència al dret diví, Burke no va apel·lar a la raó abstracta per fundar una política sinó a la jurisprudència constitucional transmesa al llarg del temps.
Per a ell, no hi ha un sistema universal deduït de la raó filosòfica sinó construccions històriques pròpies de cada poble. La utopia democràtica, basada en l'absurd dogma de la igualtat, redueix els individus a una simple equivalència aritmètica i intercanviabilitat; com a resultat, talla els vincles ancestrals i dissol els diferents modes d'integració de l'home a la societat. Opositor a l'absolutisme, Burke afirma que els Estats generals podrien i haurien d'haver identificat els elements d'una constitució francesa fent de 1789 el 1688 dels francesos. La deriva de la Revolució Francesa va començar segons Burke el setembre de 1789 amb el rebuig del bicameralisme i aquest lliscament cap a la demagògia es va confirmar amb les primeres massacres dels dies d'octubre de 1789.
Burke també denuncia la tendència a la transgressió de la Revolució Francesa que es reflecteix especialment en dues característiques: el trastorn de la propietat i la difusió de l'ateisme. Aquesta transgressió generalitzada produeix aleshores inevitablement el caos: la Revolució només es pot esgotar en una seqüència monstruosa de crims i esdeveniments grotescos, saturnàlia on l'horror fascinant competeix amb la sorpresa incrèdul; anunciant el terror a partir de 1790, va afirmar que la Revolució només es podia perpetuar en la tirania i va predir la seva inevitable deriva terrorista i dictatorial.
A Reflexions sobre la Revolució Francesa inaugura la seva denominada epistemologia de la política, un model d'empirisme polític, i rebutjava l'escàs respecte per la tradició legal consuetudinarista dels nous principis legals emanats de la Revolució Francesa, que li semblaven massa abstractes i desconsiderats amb els casos individuals. El llibre de Burke va encendre una gran polèmica i fou discutit per autors com Thomas Paine, que escrigué en contra seva Els drets de l'home.

### Polèmica amb els iusnaturalistes
Els teòrics del iusnaturalisme van reaccionar contra aquesta obra, com Thomas Paine. El 6 de maig de 1791 va tenir lloc la definitiva ruptura. Burke va sortir llavors del partit Whig, però la declaració de la guerra a França el 1792 va enfortir la seva postura. El juliol de 1794 es va retirar del parlament i el 1796 redactava les cartes On a Regicide Peace en protesta contra les remors sobre negociacions de pau amb França.

### Final de la vida
Retirat de tota activitat política, Burke va rebre de vegades el sobrenom de Ciceró anglès. El 1792, va acollir Augustin Barruel durant el seu exili londinenc i, tot i que era maçó, el va felicitar per les seves Memòries per servir a la història del jacobinisme, encara que era antimaçònic.
La seva salut es ressentia, i va morir el 1797. Les seves obres van ser publicades el 1792 en tres volums i es van reeditar el 1827 en vuit amb diverses obres pòstumes més.

## Obres
- A Vindication of Natural Society: A View of the Miseries and Evils Arising to Mankind (1756)
- A Philosophical Enquiry into the Origin of Our Ideas of the Sublime and Beautiful (1757)
- Reflections on the Revolution in France (1790)